# Bill Geldard
William „Bill“ Geldard (* 27. September 1929 in Durham; † 21. Dezember 2023) war ein britischer Jazz- und Orchestermusiker (Posaune, Arrangement, auch Komposition).

## Leben und Wirken
Bill Geldard wurde im Alter von 15 Jahren Berufsmusiker; während seines Wehrdienstes noch im 2. Weltkrieg spielte er 1. Posaune in der RAF Central Band. Er war Gründungsmitglied des George Evans Orchestra und spielte und arrangierte für das Ted Heath Orchestra. Außerdem war er ab den 1950er-Jahren in der englischen Jazzszene tätig; u. a. spielte er bei John Dankworth, Harry South, Bones Galore, David Lindup, Tubby Hayes, Bill McGuffie, Harry Roche, Peter Dennis, Michael Gibbs, Tony Kinsey, Louie Bellson, Tony Coe, Barbara Thompson, George Shearing und Kenny Baker. Des Weiteren gehörte er der Studioband Collective Consciousness Society (C.C.S.) um Alexis Korner an; als Studiomusiker wirkte er auch mit Geraldo und Mantovani.
In den 1970er Jahren gründete er The Bill Geldard Tentette und The Bill Geldard Big Band; weiterhin war er Gastdirigent des BBC Radio Orchestra.  Unter eigenem Namen legte er die Alben Light and Shade (1975) und Sound Stage 19: Bandstand (1984) vor. Im Bereich des Jazz war er laut Tom Lord zwischen 1954 und 2009 an 54 Aufnahmesessions beteiligt, auch mit Bill Russo, Bill McGuffie, Stan Reynolds, Ted Heath, Humphrey Lyttelton, Don Lusher und Joe Williams, zuletzt mit der Allan Ganley Jazz Legacy.
Geldard galt als einer der besten Arrangeure des Landes und nahm viele von ihm komponierte und arrangierte Hintergrundmusikalben für Fernsehen und Film auf. Er war auch in der Brass Band-Bewegung als Dirigent und Arrangeur aktiv. Mehr als 90-jährig war er immer noch als Musiker aktiv und leitete lokale Bigbands. 2022 wurde er mit der British Empire Medal ausgezeichnet.